# Liste vom Aussterben bedrohter Arten im antarktischen Indischen Ozean
In der Liste vom Aussterben bedrohter Arten im antarktischen Indischen Ozean (FAO-Fanggebiet 58) sollen die von der IUCN in der Roten Liste gefährdeter Arten als „vom Aussterben bedroht“ (Critically Endangered) eingestuften Tier- und Pflanzenarten dargestellt werden. Quelle ist die Rote Liste gefährdeter Arten der IUCN mit Stand vom 2. März 2016.
| Artname                         | Lateinischer Name | Bild |
| ------------------------------- | ----------------- | ---- |
| Südlicher Blauflossen-Thunfisch | Thunnus maccoyii  |      |